# Sơn Lương
Sơn Lương là một xã thuộc huyện Văn Chấn, tỉnh Yên Bái, Việt Nam.
Xã Sơn Lương có diện tích 21,40 km², dân số năm 2019 là 3.380 người, mật độ dân số đạt 158 người/km².